# Muñás de Abajo
Muñás de Abajo (oficialmente en asturiano Muñás de Baxu) es una población perteneciente a la parroquia de Carcedo del concejo asturiano de Valdés, en España. 
Asimismo, una de las poblaciones que forman parte de dicha parroquia recibe el mismo nombre. Está atravesada por dos rios y su paisaje es el típico del occidente asturiano, muy verde con amplias praderas y bosques
La economía local se basa , prácticamente en su totalidad, en la agricultura y la ganadería.
Se celebra la festividad de San José el fin de semana más próximo al 19 de marzo.
En la actualidad, solamente hay tres ganaderos.

## Barrios
| - Malabrio - La Plame - La Campona - La Mina - La Cuesta |